# Panos Terlemezian
Panos Terlemezian (Փանոս Թերլեմեզյան ; né à Aygestan (province de Van, empire ottoman) le 3 mars 1865 et mort le 30 avril 1941) est un peintre arménien ainsi qu'un militant révolutionnaire.

## Biographie

### Éducation
Né d’un père fermier, Panos Terlemezian fréquente l’école Van Central (fondée par Meguerditch Portoukalian) entre l’âge de 16 et 21 ans. Cette période sera un tournant dans sa vie politique. À la fin de ses études, il est employé comme maître dans cette même école.
En 1889, Panos Terlemzian a dû quitter son poste d'enseignant et fuir sa ville à cause de son opposition au régime du Sultan. Ce fut le premier d'une longue liste d'exils. Après avoir fui l’Arménie lors du génocide, il continue ses études à la Société impériale d'encouragement des beaux-arts de Saint-Pétersbourg entre 1895 et 1897. Durant ces années, il eut pour mécène Mkrtich Khrimian également natif de Van. Terlemezian fut influencé par les Ambulants (Peredvizhniki), dont Ilya Repin et Ivan Shishkin qui vivaient à Saint-Pétersbourg au même moment. Les Ambulants étaient des peintres réalistes engagés qui croyaient pouvoir passer des idées sociales et politiques via l'art.
Puis à Paris, à l’Académie Julian (1899-1904) où il eut pour maîtres Jean-Paul Laurens et Benjamin-Constant. Il en profite pour étudier les grands maîtres du Louvre, copiant les Anciens comme Titien (1488-1576). Il voyage à travers la France, esquisse les villes et les habitants de Bretagne. C’est ici qu'il réalisa son premier grand tableau, Près de la fontaine. La peinture représente une paysanne en costume traditionnel avec un couvre-chef blanc, qui profite d’une journée ensoleillée près d’un puits. Ce tableau a été exhibé au salon annuel de la Société des artistes français en 1901.
Après avoir fini sa formation en 1904, il retourna directement en Arménie, pour peindre ses paysages et scènes de vie rurale. Après le génocide arménien, il vécut en France, en Italie, en Espagne et aux États-Unis. Il reviendra en Arménie, à Erevan, en 1928, alors que le pays est intégré à l'Union soviétique. Il y restera jusqu’à sa mort,.

### Politique
En plus de son impact sur l’art arménien et la peinture en général, Panos Terlemezian s’est opposé aux répressions faites par l’État ottoman contre les Arméniens. Il s’engage, dès sa jeunesse, dans des groupes de résistance contre le gouvernement du sultan Abdülhamid II.
La conscience politique révolutionnaire de Panos Terlemezian se forgeront au contact de son premier maître d'école, Meguerditch Portoukalian. En 1885, inspirés des idées révolutionnaires de ce dernier, un groupe d'étudiants de Van, dont Terlemezian fait partie, fonda le Parti Arménagan. Bien qu'à cette époque le parti n'avait qu'une influence locale, il deviendra à la suite de diverses fusions, le Parti libéral démocrate arménien en 1921. Il se fait rapidement remarquer pour ses activités révolutionnaires. En 1891, un an après son premier séjour en prison pour avoir transporté des ouvrages dits révolutionnaires (dont des œuvres de Raffi), il fut injustement condamné à mort. Mais il réussit à s’échapper en Russie par la Perse.  Il dut, une nouvelle fois, arrêter ses études et fuir la Russie en 1897 à cause de lettres révolutionnaires envoyées à Van. Il fut emprisonné durant une année, il ne produira que deux tableaux :Self-Portrait et My Feet, peints en 1897. Il sera ensuite exilé vers l'Empire Perse et fuira secrètement à Paris.
En juillet 1914, au début de la Première Guerre Mondiale, Panos Terlemezian était à Van après une longue absence. Il participe aux mouvements de libération de l’Arménie notamment à la défense de Van, durant laquelle il perdit nombreux de ses tableaux. Jusqu'à la fin de la première guerre, il voyagea en Caucase. Les changements politiques au sein de l'Empire ottoman (Première Guerre et Génocide arménien), pousse l’État ottoman a considéré Panos Terlemezian comme un ennemi interne. Son fort engagement le poussera à produire de grandes œuvres représentant directement non seulement les horreurs du Génocide arménien, mais aussi la résistance et le dévouement du peuple arménien contre le régime du sultan.

## Œuvres

### Art
Panos Terlemezian est une des figures emblématiques des XIXe et XXe siècles. Il est l'un des principaux peintres réalistes d'Arménie, particulièrement reconnu pour ses paysages .
Il restera fidèle à sa technique réaliste même s'il vécut dans des environnements très influencés par des nouvelles tendances artistiques. Quelques-uns de ses tableaux seront tout de même influencés par l’impressionnisme,.
Ses genres de prédilections sont les natures mortes, les portraits, les scènes de genre et les paysages. L’élément principal de sa peinture est la nature : « Il est nécessaire que l’artiste aime la nature passionnément. Ainsi, les beautés de la nature pourront, par ces yeux, pénétrer dans son âme, et l’exciter. C’est ce qui produira l’originalité de son travail ».

### Début de carrière
En 1904, à la fin de sa formation artistique, il retourna en Arménie pour y peindre ses paysages et ses scènes de vie rurale. Entre 1904 et 1908, Terlemezian voyagea en Égypte, en Algérie et dans le Caucase, principalement pour peindre et exposer.
En 1907, de retour à Paris, son style change : il commença à peindre dans un style plus  impressionniste. Ses peintures de la Fontaine de l’Observatoire et de ses statues de chevaux - faites par Emmanuel Frémiet – rendent particulièrement compte de cette période. En 1910, il participa de nouveau au Salon annuel organisé par la Société des artistes français avec un nouveau projet de décoration, La Charité, qualifié par le salon de « vieux style arménien ». Ce tableau représente le roi médiéval arménien Achot III. Terlemezian ne réussit pas à trouver d’acheteur pour cette œuvre.

### Empire ottoman
Terlemezian quitta Paris pour Constantinople, la capitale de l'empire Ottoman, en 1910, un an après le détrônement du sultan Abdülhamid II. Panos Terlemezian prend place dans la vie culturelle de la ville. Comme beaucoup d'autres peintres professionnels, il doit alors donner des cours de peintures privés. Terlemezian semblait alors avoir un bon réseau de patronage en ville. En même temps, il est resté fidèle à son pays, et clame son intérêt pour l'architecture arménienne : "en effet, nous pouvons être aussi fières de notre architecture que les Grecs le sont de leurs œuvres classiques". L'année 1913 marque la reconnaissance du talent de Terlemezian par l'institution culturelle ottomane. Choisi avec cinq autres peintres pour représenter l'empire, il envoya trois œuvres à l'exposition internationale à Munich. Il fut également récompensé de la médaille d’or pour son tableau Sanahin Monastery Courtyard (1904).

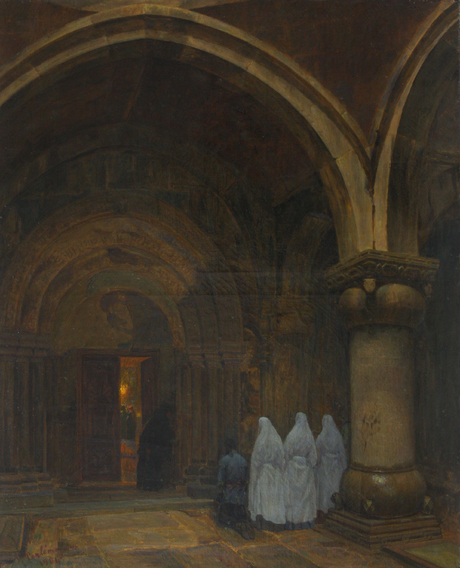
Sanahin monastery courtyard. 1904. Peinture à l'huile sur toile, 99x81 cm.

Après son retour en Arménie, il créa quelques grands tableaux représentant des paysages urbains, qui apporteront un nouveau souffle à son art. Ses paysages sont le reflet de son d'attachement pour sa terre et pour son peuple plus que qu'une volonté d'affirmation politique identitaire. En 1916, après avoir quitté l'Arménie, Terlemzian participa à la fondation de la Société des peintres arméniens à Tbilissi, avec Martiros Sarian et Vardges Sureniants. Les œuvres de Terlemezian semblent être dépourvues de scène héroïques ou d'une esthétique du combat. Ses tableaux représentant la guerre, A Mother Looking for Her Son Among the Corpses, Bloody Feast et Horrors of War (1929) ne sont pas caractéristiques du style et des sujets de prédilection de Terlemezian. 
En 1930, il reçoit le titre d'Artiste émérite de l'Arménie soviétique et devient un membre de la Société des peintres de l'Union soviétique en 1932. Ses tableaux ont été exposés à Paris, Tbilissi, Munich, Istanbul ou encore New York.

### Postérité
Sa contribution à l’art arménien est considérable. Il est aujourd’hui considéré comme un peintre classique. Malgré le fait que le pouvoir en place durant l'Empire Ottoman a cherché à passer sous silence son art à cause de son engagement politique.
Une école d’art, à Erevan, a été appelée école Panos Terlemezian en son hommage.
Panos Terlemezian laisse derrière lui plus d'une centaine de peintures, dessins et croquis. À sa mort, il fit don de la plupart de ses tableaux à la Galerie nationale d'Arménie,.
Ses mémoires, achevées en 1941 et conservées à la Galerie Nationale, ont récemment été compilées et publiées par la Tekeyan Cultural Association, sous le titre de "Panos Terlemezian: Memories of My Life". Dans ses mémoires, Terlemezian parle à la fois de la souffrance vécue par le peuple arménien durant le Génocide et après, mais aussi de la vie courante à Van. 

## Galerie

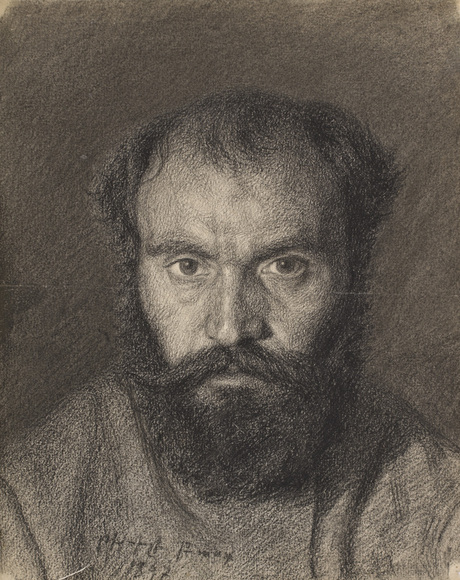
Self-Portrait, 1897. Crayon sur papier, 27x22 cm.
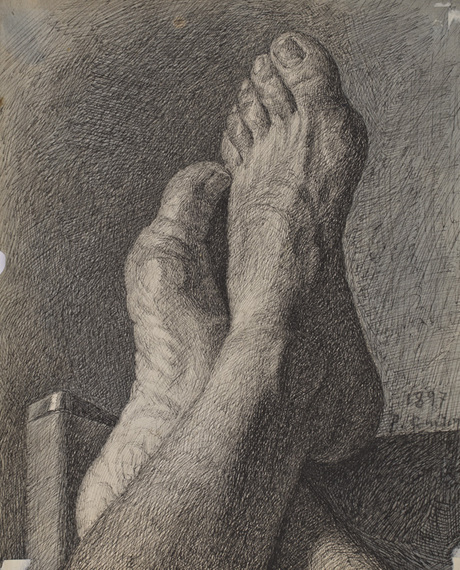
My Feet, 1897. Crayon sur papier, 27x22,5 cm.
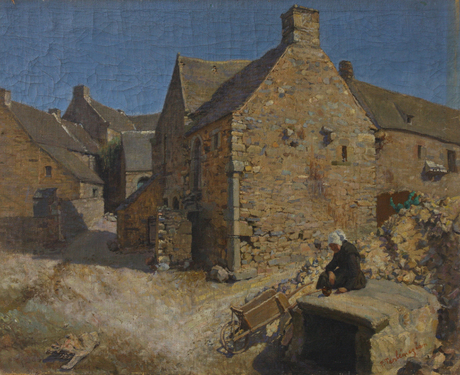
Près de la fontaine Breagne, 1900. Peinture à l'huile sur toile, 73x90 cm.
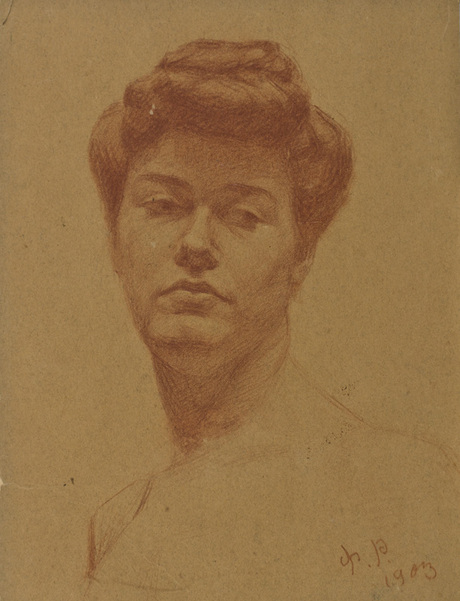
Femme, Paris, 1903. Crayon sur papier, 29,5x22,2 cm.
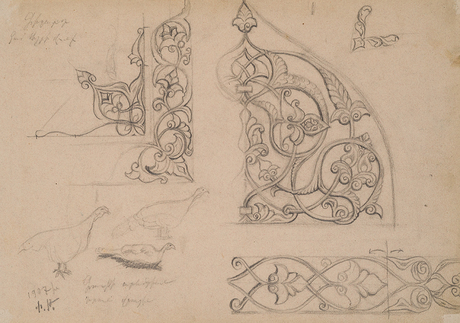
Détails de la porte du monastère de Geghard, 1907. Crayon sur papier, 20,7x30 cm.
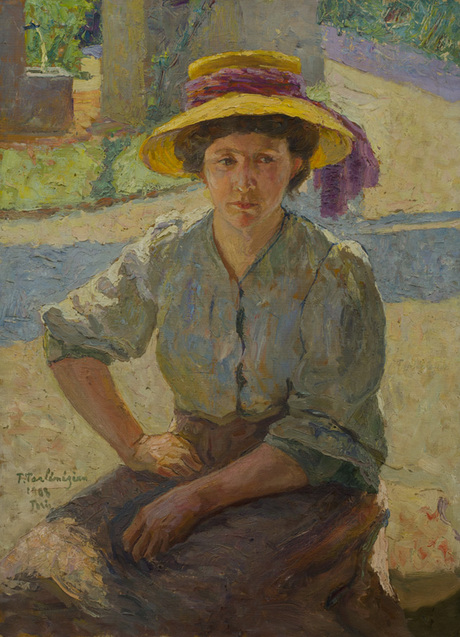
Portrait d'ouvrière, 1908. Peinture à l'huile sur toile, 61x46 cm.
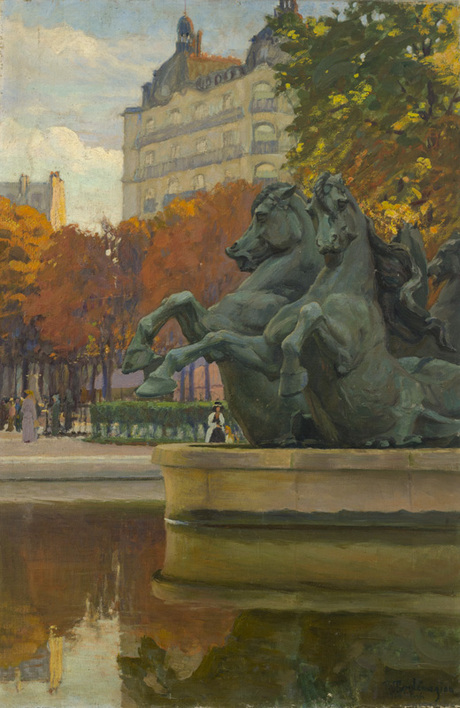
La Fontaine de l'Observatoire, Paris, 1909. Peinture à l'huile sur toile, 81x54 cm.
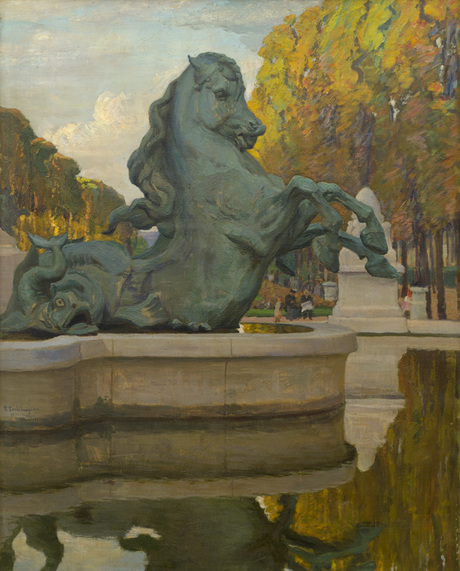
La Fontaine de l'Observatoire, Paris, 1909. Peinture à l'huile sur toile, 81x65,5 cm.
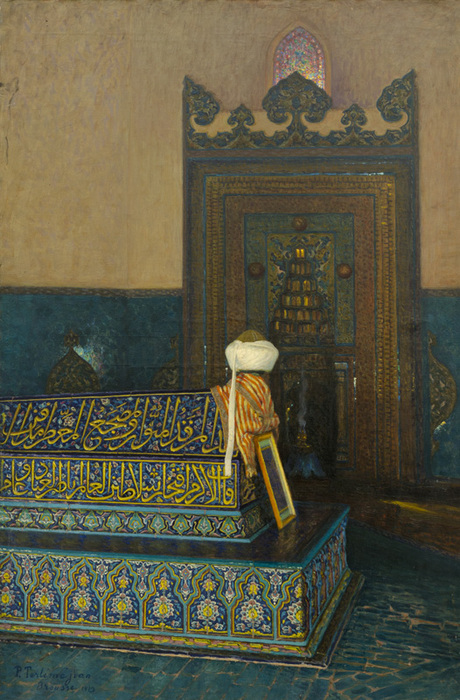
La tombe du sultan Zelabi à Bursa, 1913. Peinture à l'huile sur toile, 65x100 cm.
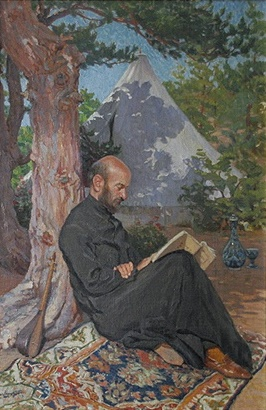
Le Compositeur Komitas, 1913. Peinture à l'huile sur toile, 80x53 cm
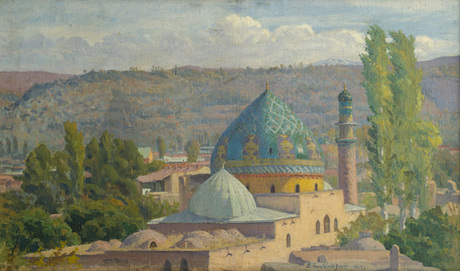
Mosquée, Erevan Erevan, 1917. Peinture à l'huile sur toile, 48x81cm
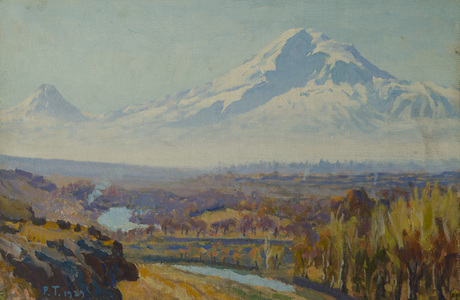
Ararat en automne, 1929. Peinture à l'huile sur toile, 32x49 cm.
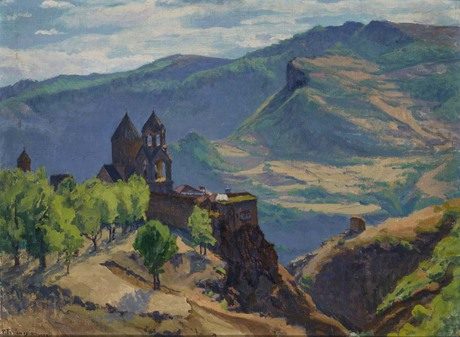
The monastery of Tatev, 1929. Peinture à l'huile sur toile, 61x80 cm.
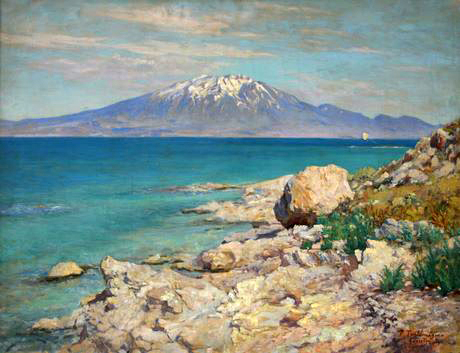
«Lake Van and Mount Sipan viewed from Ktouts Island», 1915.